# Australian Championships 1932/Mixed
Das Mixed der Australian Championships 1932 war ein Tenniswettbewerb in Adelaide.
Vorjahressieger waren Jack Crawford und Marjorie Cox. Im Endspiel setzten sich Jack Crawford / Marjorie Crawford gegen Jirō Satō / Meryl O’Hara Wood mit 6:8, 8:6 und 6:3 durch.

## Hauptrunde
Zeichenerklärung
- Q = Qualifikant
- WC = Wildcard
- LL = Lucky Loser
- ITF = qualifiziert über ITF-Ranking
- ALT = alternate (Ersatz)
- PR = Protected Ranking
- SE = Special Exempt
- r = retired (Aufgabe)
- d = Disqualifikation
- w.o. = walkover
- [ ] = Match-Tie-Break

|  | Finale |                                 |   |   |   |
|  |        |                                 |   |   |   |
|  |        | Jack Crawford Marjorie Crawford | 6 | 8 | 6 |
|  |        | Jirō Satō Meryl O’Hara Wood     | 8 | 6 | 3 |
|  |        |                                 |   |   |   |